# Lista episoadelor din Fructul Oprit
Aceasta este o listă a episoadelor din serialul Fructul oprit.

## Prezentare generală
| Sezonul | Sezonul | Episoade | Episoade | Premiera TV      | Premiera TV       |
| Sezonul | Sezonul | Episoade | Episoade | Prima transmisie | Ultima transmisie |
| ------- | ------- | -------- | -------- | ---------------- | ----------------- |
|         | 1       | 23       | 23       | 15 ianuarie 2018 | 20 iunie 2018     |
|         | 2       | 40       | 40       | 29 august 2018   | 19 iunie 2019     |

## Episoade
Notă: Episoadele nu sunt prezentate cu titluri în română, dar sunt afișate.

### Sezonul 1 (2018)
| Nr. în serial | Nr. în sezon | Titlu                                                       | Regizat de                                     | Scris de                      | Data difuzării    | RO telespectatori (milioane) |
| --- | ------------ | ----------------------------------------------------------- | ---------------------------------------------- | ----------------------------- | ----------------- | ---------------------------- |
| 1 | 1            | „Căsătorie din orgoliu”                                     | Ruxandra Ion & Radu Grigore                    | Simona Macovei & Radu Grigore | 15 ianuarie 2018  | 1.3                          |
| Din dorința de a-și reface situația financiară, Roxana găsește în Tudor soluția ideală, dorind să se căsătorească cu acesta. La rândul său, Tudor este hotărât să își refacă viața, căsătorindu-se cu Sonia. |              |                                                             |                                                |                               |                   |                              |
| 2 | 2            | „Vreți să fiți doamna Caragea?”                             | Ruxandra Ion & Radu Grigore                    | Simona Macovei & Radu Grigore | 22 ianuarie 2018  | 1.2                          |
| Răspunsul pozitiv al Soniei la cererea în căsătorie a lui Tudor nu face altceva decât sa stârnească revolta mamei sale dar sa și grăbească lucrurile în ceea ce privește organizarea nuntii. |              |                                                             |                                                |                               |                   |                              |
| 3 | 3            | „Bine, mulțumesc... Am cancer!”                             | Ruxandra Ion, Radu Grigore & Paul Sorin Damian | Simona Macovei & Radu Grigore | 29 ianuarie 2018  | 1.1                          |
| O durere nesemnificativa se acuteaza având ca rezultat o tumoare maligna,motivul pentru care Sonia simte ca lumea pentru ea se oprește aici sau poate merge mai departe |              |                                                             |                                                |                               |                   |                              |
| 4 | 4            | „O șansă pentru mine”                                       | Ruxandra Ion, Radu Grigore & Paul Sorin Damian | Simona Macovei & Radu Grigore | 5 februarie 2018  | 1.0                          |
| La sfatul lui Alex de a merge în Istanbul pentru a face operatia de cancer,Sonia accepta, dar evita cu orice preț sa-i spună lui Tudor despre aceasta afectiune. |              |                                                             |                                                |                               |                   |                              |
| 5 | 5            | „Tentații cu parfum oriental”                               | Ruxandra Ion, Radu Grigore & Paul Sorin Damian | Simona Macovei & Radu Grigore | 14 februarie 2018 | 1.17                         |
| Dansul senzual,bunatatile turcești și parfumul oriental sunt tentațiile care ispitesc la fiecare pas unde intriga și suspansul completează acest tablou de vis. |              |                                                             |                                                |                               |                   |                              |
| 6 | 6            | „Speranțe spulberate”                                       | Ruxandra Ion, Radu Grigore & Paul Sorin Damian | Simona Macovei & Radu Grigore | 21 februarie 2018 | TBA                          |
| Atracția dintre Alex și Sonia este aproape de punctul de fierbere,ca și mulțumire pentru grila fata de ea,Sonia ii oferă un sărut lui Alex,el primește acest gest ca mai mult decât atat,insa totul se spulbera când acesta se lovește de realitate. |              |                                                             |                                                |                               |                   |                              |
| 7 | 7            | „În al doisprezecelea ceas”                                 | Ruxandra Ion & Radu Grigore                    | Simona Macovei & Radu Grigore | 28 februarie 2018 | 1.09                         |
| După accidentul suferit,Roxana are o întâlnire cu soțul sau,acest moment reprezinta timpul regretelor,amintilor și multumirilor pe care aceștia si-le impartasesc.Pentru Sonia reprezinta tulburarea constiintei sale raportandu-se la momentele cruciale din viata sa. |              |                                                             |                                                |                               |                   |                              |
| 8 | 8            | „Trădare din iubire”                                        | Ruxandra Ion, Radu Grigore & Cătălin Bugean    | Simona Macovei & Radu Grigore | 7 martie 2018     | 1.05                         |
| Sonia reușește sa se programeze pentru operație în Istanbul,insotita de Alex aceștia își dau frâu liber pasiunii,moment întrerupt de un apel care impunea alegerea dintre a trai sau a muri pentru a da viata,o alegere deloc ușoară cu final ce tine în suspans. |              |                                                             |                                                |                               |                   |                              |
| 9 | 9            | „O ultimă rugăminte”                                        | Ruxandra Ion, Radu Grigore & Cătălin Bugean    | Simona Macovei & Radu Grigore | 14 martie 2018    | 1.21                         |
| Tudor afla ca soția sa a plecat însoțită de Alex la Istanbul,acesta ii cere explicații,aceasta refuza sa i-le dea.Tudor afla de la Roxana de boala Soniei,chemand-o pe aceasta din nou acasa. |              |                                                             |                                                |                               |                   |                              |
| 10 | 10           | „Iubesc pentru doi”                                         | Ruxandra Ion, Radu Grigore & Cătălin Bugean    | Simona Macovei & Radu Grigore | 21 martie 2018    | 1.16                         |
| Vestea logodnei lui Alex cu Ela vine ca o lovitura asupra Soniei.Aceasta are o discutie cu Alex marturisindu-i iubirea fata de acesta dar si fata de Tudor.Singurul scop al Soniei acum este razbunarea pe Alex atragandu-l intr-un plan misterios totul pentru a-l umili si a-l face sa regrete alegerea făcuta. |              |                                                             |                                                |                               |                   |                              |
| 11 | 11           | „Iubire violată”                                            | Ruxandra Ion, Radu Grigore & Cătălin Bugean    | Simona Macovei & Radu Grigore | 28 martie 2018    | 1.10                         |
| Logodna lui Alex reprezinta momentul în care Sonia se dezlănțuie,prinzand curaj după mai multe pahare.Ana accepta întâlnirea cu Alin,aceasta terminandu-se intr-un mod socant,Ana este drogata și apoi violata,totul punandu-si amprenta puternic asupra tinerei.Atractia dintre Alex și Sonia se acutizează iar câteva poze făcute pe neașteptate, de către Dan Lăzărescu vor aduce "nori negri" în familia Caragea. |              |                                                             |                                                |                               |                   |                              |
| 12 | 12           | „Iubiri nelegiuite”                                         | Ruxandra Ion, Radu Grigore & Cătălin Bugean    | Simona Macovei & Radu Grigore | 4 aprilie 2018    | 0.93                         |
| Concertul la pian al Anei scoate la iveala secrete bine ascunse prin gesturi, atingeri care starnesc intriga in familia Caragea. Ana devine mai apropiata de Alex, motiv de gelozie pentru Sonia, care este nevoita sa gestioneze situatia rezultata din acuzatiile fata de fidelitatea sa aduse de Dan Lazarescu. Cateva momente petrecute pe vapor intre Sonia si Alex, accentueaza dezamagirea lui Tudor fata de sotia sa dar si de "copilul" sau. Cateva poze sugestive scot la iveala relatia dintre Alex si Sonia,cea din urma fiind nevoita sa dea explicatii fata de cele intamplate |              |                                                             |                                                |                               |                   |                              |
| 13 | 13           | „Să-mi uiți iubirea!”                                       | Ruxandra Ion, Radu Grigore & Cătălin Bugean    | Simona Macovei & Radu Grigore | 11 aprilie 2018   | TBA                          |
| Sonia cauta cu orice pret sa fie cat mai mult in preajma lui Alex,dar dupa ce Ana se destainuie in ceea ce priveste drama petrecuta,Alex se sensibilizeaza,motiv de gelozie pentru Sonia care este respinsa ulterior de Alex.Dupa ce Ana il confrunta pe Alin in legatura cu abuzul sau,aceasta afla ca nu a fost violata.Sonia este pregatita sa-i faca o marturisire lui Tudor dar vrea ca si Alex sa fie in preajma in acel moment.Marturisirea Soniei face trimitere la disponibilitatea sa de a-i face un copil lui Tudor.                                                              |              |                                                             |                                                |                               |                   |                              |
| 14 | 14           | „În lupta pentru tot”                                       | Ruxandra Ion, Radu Grigore & Cătălin Bugean    | Simona Macovei & Radu Grigore | 18 aprilie 2018   | 1.0                          |
| 15 | 15           | „Urmele trecutului”                                         | Ruxandra Ion, Radu Grigore & Cătălin Bugean    | Simona Macovei & Radu Grigore | 25 aprilie 2018   | 1.15                         |
| 16 | 16           | „Nu mă lasa să te pierd!”                                   | Ruxandra Ion, Radu Grigore & Cătălin Bugean    | Simona Macovei & Radu Grigore | 2 mai 2018        | 1.05                         |
| 17 | 17           | „Probleme înainte de toate”                                 | Ruxandra Ion, Radu Grigore & Cătălin Bugean    | Simona Macovei & Radu Grigore | 9 mai 2018        | 1.24                         |
| Ana și Alex decid să meargă mai departe cu planurile de căsătorie. Sonia refuză să renunțe la lupta pentru inima lui Alex și face tot ce îi stă în puteri pentru a păstra relația cu acesta cât mai vie. Prins între amantă și logodnică, Alex este confruntat de Ioan și amenințat că imaginile cu el și Sonia vor fi făcute publice, astfel relația lor urmând să fie expusă întregii familii. |              |                                                             |                                                |                               |                   |                              |
| 18 | 18           | „Iar am cancer”                                             | Ruxandra Ion, Radu Grigore & Cătălin Bugean    | Simona Macovei & Radu Grigore | 16 mai 2018       | 1.08                         |
| 19 | 19           | „Când ai dovezi e sigur, când n-ai dovezi e prea complicat” | Ruxandra Ion, Radu Grigore & Cătălin Bugean    | Simona Macovei & Radu Grigore | 23 mai 2018       | 1.04                         |
| 20 | 20           | „Căsătoria problemelor”                                     | Ruxandra Ion, Radu Grigore & Cătălin Bugean    | Simona Macovei & Radu Grigore | 30 mai 2018       | TBA                          |
| 21 | 21           | „Cred că sunt însărcinată”                                  | Ruxandra Ion, Radu Grigore & Cătălin Bugean    | Simona Macovei & Radu Grigore | 6 iunie 2018      | TBA                          |
| 22 | 22           | „O să afle toată lumea!”                                    | Ruxandra Ion, Radu Grigore & Cătălin Bugean    | Simona Macovei & Radu Grigore | 13 iunie 2018     | TBA                          |
| 23 | 23           | „O căsătorie plină de surprize”                             | Ruxandra Ion, Radu Grigore & Cătălin Bugean    | Simona Macovei & Radu Grigore | 20 iunie 2018     | 1.5                          |

### Sezonul 2 (2018-19)
| Nr. în serial | Nr. în sezon | Titlu                              | Regizat de                                   | Scris de                      | Data difuzării     | RO telespectatori (milioane) |
| --- | ------------ | ---------------------------------- | -------------------------------------------- | ----------------------------- | ------------------ | ---------------------------- |
| 24 | 1            | „Dincolo de măștile timpului”      | Ruxandra Ion, Radu Grigore & Cătălin Bugean  | Simona Macovei & Radu Grigore | 29 august 2018     | 1.15                         |
| După aproape 6 ani de la moartea lui Tudor, Sonia se întoarce în casa familiei Caragea. Aceasta își face apariția în toiul petrecerii organizate cu prilejul aniversării de cinci ani a Marei, fetița Anei și a lui Alex. Ioan se întoarce din Dubai pentru a prelua conducerea firmei familiei Caragea, ce se alfă în impas. |              |                                    |                                              |                               |                    |                              |
| 25 | 2            | „Amprentele trecutului”            | Ruxandra Ion & Radu Grigore & Cătălin Bugean | Simona Macovei & Radu Grigore | 5 septembrie 2018  | 1.11                         |
| Reîntâlnirea cu persoanele care au jucat un rol esențial în viața ei și timpul petrecut în casa Caragea o ajută pe Sonia să își amintească tot mai mult din trecutul ei. Paternitatea lui Victor devine un subiect incandescent pentru întreaga familie.                                                                      |              |                                    |                                              |                               |                    |                              |
| 26 | 3            | „Ca Contele de Monte Cristo”       | Ruxandra Ion, Radu Grigore & Cătălin Bugean  | Simona Macovei & Radu Grigore | 12 septembrie 2018 | 1.07                         |
| 27 | 4            | „Un personaj misterios”            | Ruxandra Ion, Radu Grigore & Cătălin Bugean  | Simona Macovei & Radu Grigore | 19 septembrie 2018 | 1.09                         |
| 28 | 5            | „Mărturisiri emoționale”           | Ruxandra Ion, Radu Grigore & Cătălin Bugean  | Simona Macovei & Radu Grigore | 26 septembrie 2018 | 1.34                         |
| 29 | 6            | „Viziuni cu Tudor Caragea”         | Ruxandra Ion, Radu Grigore & Cătălin Bugean  | Simona Macovei & Radu Grigore | 3 octombrie 2018   | 1.24                         |
| 30 | 7            | „În camping”                       | Ruxandra Ion, Radu Grigore & Cătălin Bugean  | Simona Macovei & Radu Grigore | 10 octombrie 2018  | 1.35                         |
| 31 | 8            | „Vino cu mine!”                    | Ruxandra Ion, Radu Grigore & Cătălin Bugean  | Simona Macovei & Radu Grigore | 17 octombrie 2018  | 1.24                         |
| 32 | 9            | „Tatăl lui Ioan”                   | Ruxandra Ion, Radu Grigore & Cătălin Bugean  | Simona Macovei & Radu Grigore | 24 octombrie 2018  | 1.43                         |
| 33 | 10           | „Lecție învățată”                  | Ruxandra Ion, Radu Grigore & Cătălin Bugean  | Simona Macovei & Radu Grigore | 31 octombrie 2018  | 1.28                         |
| 34 | 11           | „Acuzații de față cu proiectul”    | Ruxandra Ion, Radu Grigore & Cătălin Bugean  | Simona Macovei & Radu Grigore | 7 noiembrie 2018   | 1.47                         |
| 35 | 12           | „Iubirea adevărată a Anei”         | Ruxandra Ion, Radu Grigore & Cătălin Bugean  | Simona Macovei & Radu Grigore | 14 noiembrie 2018  | 1.39                         |
| 36 | 13           | „Adevăruri ascunse”                | Ruxandra Ion, Radu Grigore & Cătălin Bugean  | Simona Macovei & Radu Grigore | 21 noiembrie 2018  | 1.47                         |
| 37 | 14           | „Libertatea Anei”                  | Ruxandra Ion, Radu Grigore & Cătălin Bugean  | Simona Macovei & Radu Grigore | 28 noiembrie 2018  | 1.7                          |
| 38 | 15           | „E doar vina ta!”                  | Ruxandra Ion, Radu Grigore & Cătălin Bugean  | Simona Macovei & Radu Grigore | 5 decembrie 2018   | 1.48                         |
| 39 | 16           | „Adevărul despre Tudor Caragea”    | Ruxandra Ion, Radu Grigore & Cătălin Bugean  | Simona Macovei & Radu Grigore | 12 decembrie 2018  | 1.55                         |
| 40 | 17           | „O căsătorie de Crăciun”           | Ruxandra Ion, Radu Grigore & Cătălin Bugean  | Simona Macovei & Radu Grigore | 19 decembrie 2018  | 1.8                          |
| 41 | 18           | „Cine a fost tata?”                | Ruxandra Ion, Radu Grigore & Cătălin Bugean  | Simona Macovei & Radu Grigore | 16 ianuarie 2019   | TBA                          |
| 42 | 19           | „Ești eroul meu”                   | Ruxandra Ion, Radu Grigore & Cătălin Bugean  | Simona Macovei & Radu Grigore | 23 ianuarie 2019   | TBA                          |
| 43 | 20           | „Sacrificiul lui Alex”             | Ruxandra Ion, Radu Grigore & Cătălin Bugean  | Simona Macovei & Radu Grigore | 30 ianuarie 2019   | TBA                          |
| 44 | 21           | „Febra lui Victor”                 | Ruxandra Ion, Radu Grigore & Cătălin Bugean  | Simona Macovei & Radu Grigore | 6 februarie 2019   | TBA                          |
| 45 | 22           | „Copilul meu are leucemie”         | Ruxandra Ion, Radu Grigore & Cătălin Bugean  | Simona Macovei & Radu Grigore | 13 februarie 2019  | TBA                          |
| 46 | 23           | „O căsătorie neoficială”           | Ruxandra Ion, Radu Grigore & Cătălin Bugean  | Simona Macovei & Radu Grigore | 20 februarie 2019  | TBA                          |
| 47 | 24           | „Alegerea Anei”                    | Ruxandra Ion, Radu Grigore & Cătălin Bugean  | Simona Macovei & Radu Grigore | 27 februarie 2019  | TBA                          |
| 48 | 25           | „Suferință”                        | Ruxandra Ion, Radu Grigore & Cătălin Bugean  | Simona Macovei & Radu Grigore | 6 martie 2019      | TBA                          |
| 49 | 26           | „Vine un om din Instambul”         | Ruxandra Ion, Radu Grigore & Cătălin Bugean  | Simona Macovei & Radu Grigore | 13 martie 2019     | TBA                          |
| 50 | 27           | „O investigație criminală”         | Ruxandra Ion, Radu Grigore & Cătălin Bugean  | Simona Macovei & Radu Grigore | 20 martie 2019     | TBA                          |
| 51 | 28           | „Secrete și dezvăluiri partea 1”   | Ruxandra Ion, Radu Grigore & Cătălin Bugean  | Simona Macovei & Radu Grigore | 27 martie 2019     | TBA                          |
| 52 | 29           | „Secrete și dezvăluiri partea 2”   | Ruxandra Ion, Radu Grigore & Cătălin Bugean  | Simona Macovei & Radu Grigore | 3 aprilie 2019     | TBA                          |
| 53 | 30           | „Un musafir vedetă”                | Ruxandra Ion, Radu Grigore & Cătălin Bugean  | Simona Macovei & Radu Grigore | 10 aprilie 2019    | TBA                          |
| 54 | 31           | „Sângele nu se spală cu apă”       | Ruxandra Ion, Radu Grigore & Cătălin Bugean  | Simona Macovei & Radu Grigore | 17 aprilie 2019    | TBA                          |
| 55 | 32           | „Fără urmă”                        | Ruxandra Ion, Radu Grigore & Cătălin Bugean  | Simona Macovei & Radu Grigore | 24 aprilie 2019    | TBA                          |
| 56 | 33           | „Îndrăgostiții”                    | Ruxandra Ion, Radu Grigore & Cătălin Bugean  | Simona Macovei & Radu Grigore | 1 mai 2019         | TBA                          |
| 57 | 34           | „Previziuni”                       | Ruxandra Ion, Radu Grigore & Cătălin Bugean  | Simona Macovei & Radu Grigore | 8 mai 2019         | TBA                          |
| 58 | 35           | „Adevărul iese la iveală partea 1” | Ruxandra Ion, Radu Grigore & Cătălin Bugean  | Simona Macovei & Radu Grigore | 15 mai 2019        | TBA                          |
| 59 | 36           | „Adevărul iese la iveală partea 2” | Ruxandra Ion, Radu Grigore & Cătălin Bugean  | Simona Macovei & Radu Grigore | 22 mai 2019        | TBA                          |
| 60 | 37           | „Adevărul iese la iveală partea 3” | Ruxandra Ion, Radu Grigore & Cătălin Bugean  | Simona Macovei & Radu Grigore | 29 mai 2019        | TBA                          |
| 61 | 38           | „Cereri în căsătorie”              | Ruxandra Ion, Radu Grigore & Cătălin Bugean  | Simona Macovei & Radu Grigore | 5 iunie 2019       | TBA                          |
| 62 | 39           | „Tu ești!”                         | Ruxandra Ion, Radu Grigore & Cătălin Bugean  | Simona Macovei & Radu Grigore | 12 iunie 2019      | TBA                          |
| 63 | 40           | „O căsătorie dublă”                | Ruxandra Ion, Radu Grigore & Cătălin Bugean  | Simona Macovei & Radu Grigore | 19 iunie 2019      | TBA                          |